# Pedro Sarmiento de Gamboa
Pedro Sarmiento de Gamboa (Pontevedra, ca. 1532 - oceà Atlàntic, prop de Lisboa, 17 de juliol de 1592) fou un navegant, explorador, historiador, astrònom i científic espanyol que l'any 1568 contribuí en el descobriment de les illes Salomó, fet per Álvaro de Mendaña y Neyra. No és segur el seu lloc de naixement, existint un dubte entre Pontevedra, d'on era originària la família paterna, i Alcalá de Henares, on se sap que posteriorment va estudiar. El seu pare, Bartolomé Sarmiento va néixer a Pontevedra i la seva mare Maria Gamboa ho va fer a Bilbao.

## Biografia

### Primers anys
Fins als 18 anys Sarmiento de Gamboa va viure a la casa paterna de Pontevedra, moment en què va ingressar al servei militar. Entre 1550 i 1555 va romandre a l'exèrcit, al servei de l'emperador Carles V. El 1555 va començar la seva carrera com a mariner i explorador, tot navegant a través de l'oceà Atlàntic. La seva primera destinació va ser a l'actual Mèxic, on va viure durant dos anys. Poc se sap d'aquest període de la seva vida, excepte que va tenir problemes amb la Inquisició per una paròdia d'un acte de fe organitzada per Sarmiento en favor dels nebots del bisbe de Tlaxcala pel qual fou sentenciat a assots a la plaça de Puebla i probablement al desterrament.
D'aquí va passar a l'actual Perú, on arribà el 1557 i on va viure durant més de vint anys. A Lima va ser acusat en dues ocasions per la Inquisició per sospites de bruixeria. A finals de 1564 gaudia de bona reputació com a astròleg, quan el bisbe, com a inquisidor ordinari, inicià una causa de fe en contra seva per haver estat delatat com a nigromàntic, fent-lo empresonar. El 8 de maig de 1565 fou condemnat per la Inquisició al desterrament però el bisbe li commutà la pena perquè s'integrés a l'expedició que Álvaro de Mendaña havia de fer a través de l'oceà Pacífic Sud a la recerca de la Terra Australis Incognita.

### Descobriment de les illes Salomó i Vanuatu

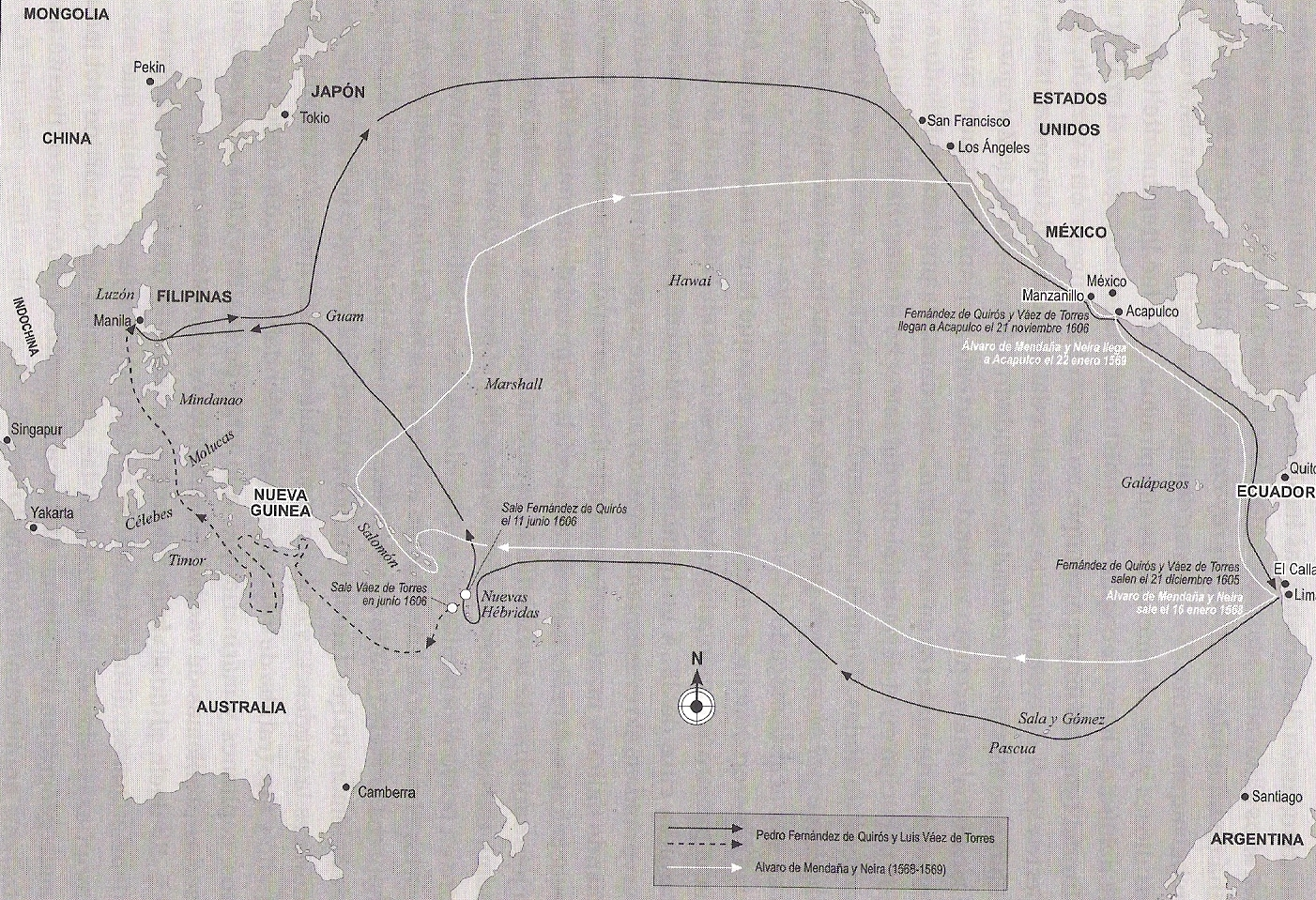
Expedició d'Álvaro de Mendaña en blanc.

El 1567 a Lima els espanyols comentaven la llegenda propagada pels inques que cap a l'oest hi havia illes plenes d'or. El president de la Reial Audiència de Lima, Lope García de Castro, exercia les funcions de virrei del Perú, càrrec que es trobava vacant. Sarmiento de Gamboa i altres comerciants capitalistes es van oferir per descobrir aquelles illes. García de Castro decidí armar una expedició que anés a la recerca d'aquests territoris per ocupar-los i poblar-los. Encarregà la direcció de l'expedició al seu nebot de vint-i-dos anys, Álvaro de Mendaña, i a Sarmiento de Gamboa el nomenà capità d'una de les naus i cosmògraf i a Pedro de Ortega capità de l'altra.
L'expedició composta per dues naus i amb uns 160 homes salpà del port del Callao el 20 de novembre de 1567 però, en lloc de seguir el rumb traçat per Sarmiento, Mendaña el modificà segons recomanació del pilot major, Hernán Gallego, cosa que els va dur a arribar a les illes Salomó en lloc d'Austràlia.
El 7 de febrer de 1568 l'expedició arribà a la primera de les illes de l'arxipèlag que fou batejada amb el nom d'illa de Santa Isabel. Durant un any exploraren les nombroses illes de l'arxipèlag a la recerca d'or. Entraren en contacte amb els indígenes que les habitaven, però Mendaña estava més interessat a tornar a Lima que complir el mandat oficial de poblar les terres descobertes. L'expedició tornà al Perú sense haver complert el mandat de poblar les illes, arribant al Callao el 22 de juliol de 1569.
Sarmiento i Mendaña entraren en públiques recriminacions sobre la direcció de l'expedició i els seus nuls resultats, per la qual cosa el virrei Francisco de Toledo els portà davant l'Audiència de Lima perquè exposessin els seus punts de vista. Sarmiento fou absolt de tot càrrec.

### Cosmògraf general dels regnes del Perú

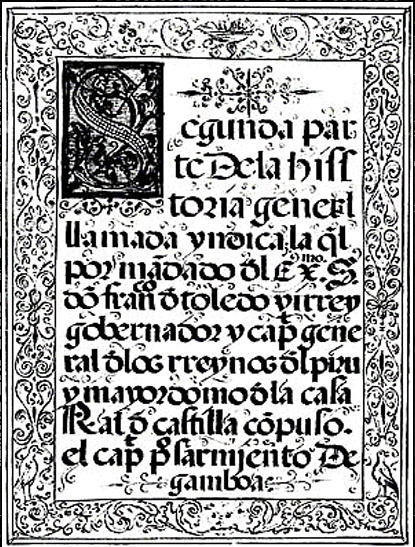
Portada de la segona part de la Historia Índica de Pedro Sarmiento de Gamboa, 1572.

El 1570 el virrei Francisco de Toledo, dedicat a institucionalitzar el virregnat va voler provar que els inques regnants al Perú a l'arribada dels espanyols eren estrangers, que havien sotmès per la força als naturals del país establint un govern tirànic i que Castella havia arribat per acabar amb l'opressió, civilitzar-los i convertir als indígenes a la veritable religió.
Per aconseguir aquest objectiu el virrei, acompanyat per Sarmiento, al que havia anomenat cosmògraf general de los regnes del Perú, recorreren el país entre 1570 i 1572 prenent declaració als successors dels inques i d'acord amb elles va escriure la "Historia Índica", obra que es compon de tres parts: una descripció geogràfica del territori, la història dels inques i el descobriment i conquesta castellana fins a 1572. El treball va servir al virrei per centralitzar aspectes essencials de l'administració general del país i establir les bases del que seria el sistema virregnal al Perú.

### Expedició contra Francis Drake
El 1577 la reina Elisabet I d'Anglaterra encarregà a Francis Drake, al qual atorgà la patent de cors, l'organització d'una expedició contra els interessos castellans a la costa americana del Pacífic. Drake salpà de Plymouth el 13 de desembre de 1577 a bord del Pelican, amb 4 naus més i 164 homes. A finals d'agost de 1578 Drake arribà a l'estret de Magallanes després d'haver perdut tots els seus vaixells, excepte el Pelican i diversos homes en diferents enfrontaments amb els indis patagons. Al seu pas per les costes de Xile i Perú atacà nombrosos vaixells castellans i els ports de Valparaíso, Coquimbo, Arica i Callao.
Els atacs de Francis Drake causaren nombrosos danys als castellans, per la qual cosa el virrei del Perú Francisco de Toledo equipà dues naus que posà sota el comandament de Pedro Sarmiento de Gamboa i les envià a la crida i cerca de Drake, però aquest havia abandonat la zona i hagueren de tornar a port sense resultats satisfactoris.

### Exploració dels canals patagons i l'estret de Magallanes
El 1579, en tornar Sarmiento de Gamboa, el virrei li ordenà allistar dues naus per explorar l'estret de Magallanes a la recerca de llocs adequats per assentar-hi població i forts amb artilleria per tancar aquella ruta als enemics de Castella. Les instruccions del virrei, que Sarmiento jurà complir, foren explorar tots els canals de la Patagònia i l'estret de Magallanes, aixecar cartes geogràfiques dels indrets que reconeguessin, investigar si els anglesos havien establert assentaments en algun indret de la zona i estudiar els llocs que podrien acollir els forts, tenir prudència als indis que trobessin i capturar a Drake si el trobava.
Sarmiento salpà del Callao l'11 d'octubre de 1579 amb dues naus ben equipades: la Nuestra Señora de la Esperanza, comandada per ell, i la San Francisco, comandada per Juan de Villalobos. Avançaren ràpidament cap al sud seguint la ruta descoberta pocs anys abans pel mariner Juan Fernández.
El 17 de novembre les naus arribaren a 50° sud de latitud, a l'entrada d'un canal que anava en direcció sud-est i que a Sarmiento li semblà podria ser l'entrada de l'Estret i que batejà amb el nom de "golf de la Santísima Trinidad". Durant dos mesos els expedicionaris van recórrer nombroses illes i canas i prengueren possessió de les terres en nom del rei d'Espanya. El 21 de gener de 1580 les naus se separaren per una forta tempesta.
Villalobos fou arrossegat fins a una latitud 56° sud, tornant cap al nord quan millorà el temps, arribant a Valdivia a mitjans de febrer. Sarmiento, arrossegat també cap al sud per les tempestes, va reconèixer la punta NO de l'illa Desolació que anomenà cap Espíritu Santo, l'actual cap Deseado, fondejant a finals de gener de 1580 a puerto Misericordia. Durant un mes va recórrer nombrosos canals i illes, fins a sortir a l'Atlàntic el 24 de febrer, des d'on es dirigí a Castella per presentar al rei un projecte de defensa de l'estret.

### Expedició de poblament de l'estret de Magallanes
Felip II decidí, per l'informe de la situació a l'estret de Sarmiento de Gamboa, fortificar l'estret de Magallanes i posà sota les seves ordres i Diego Flores Valdez una flota de 24 vaixells amb 2500 homes a bord per fer una expedició a l'estret amb aquest propòsit. El rei nomenà a Sarmiento governador i capità general de l'Estret. En l'expedició també hi anava Alonso de Sotomayor, designat governador de Xile, i la seva tropa.
L'expedició salpà de Sanlúcar de Barrameda el 25 de setembre de 1581, però un temporal pocs dies més tard enfonsà quatre vaixells, per la qual cosa el 9 d'octubre tornà al port de Cadis per reparar les altres. El 9 de desembre de 1581 tornà a fer-se a la mar amb 16 vaixells rumb a Rio de Janeiro. De camí s'aturaren en una de les illes de Cap Verd, on es van estar fins al 2 de febrer de 1582. Allà l'expedició va partir diverses morts i desercions, arribant a Rio de Janeiro el 25 de març. Allà s'hi van estar mig any a l'espera d'una millora en les condicions del temps, patint noves morts i desercions. El 2 de novembre de 1582 salparen cap al Riu de la Plata. A Buenos Aires el governador Sotomayor desembarcà la seva tropa, ja que havia decidit seguir cap a Xile per terra. Diego Flores de Valdés, amb cinc vaixells, arribà el 17 de febrer de 1583 a l'entrada de l'Estret de Magallanes, però el mal temps va impedir-li l'entrada, per la qual cosa tornà a Rio de Janeiro i posteriorment a Castella.
Sarmiento es quedà a Rio de Janeiro, assumint el comandament de les naus amb les que intentaria un nou viatge cap a l'estret. Una vegada reorganitzats el 2 de desembre de 1583, salpà amb cinc vaixells i 538 expedicionaris. L'1 de febrer de 1584 aconseguí entrar a l'estret, arribant a la Segona Angostura, però el corrent el portà fins al cap Vírgenes. Allà Sarmiento procedí a prendre possessió d'aquelles terres, dos anys i mig després de salpar d'Andalusia. L'11 de febrer de 1584 Sarmiento fundà la Ciudad del Nombre de Jesús, la primera i més austral ciutat del món en aquella època, a tres quilòmetres del cap Vírgenes. El mal temps obligà a quatre de les naus tornar a l'Atlàntic i Espanya, quedant Sarmiento sols amb la Santa María de Castro pel servei dels 338 habitants de la ciutat.
Sarmiento s'adonà que l'indret no podia acollir tanta gent, per la qual cosa va decidir fundar una altra ciutat que acolliria la meitat de la població. Envià la Santa María de Castro amb 50 persones cap a la punta Santa Ana, i ell, junt amb un centenar més, van fer el camí per terra. El 25 de març va fundar la ciutat Rey Don Felipe, propera a l'actual Punta Arenas, a l'actual Xile. El 24 de maig salpà cap a Nombre de Jesús i posteriorment cap a Santos, on arribà el 29 de juny i les autoritats li proporcionaren aliments pels colons.
De tornada cap a l'estret una tempesta destruí la Santa María de Castro, amb tota la seva càrrega, a l'altura de l'actual estat de Bahia. Sarmiento i alguns tripulants aconseguiren arribar a terra, on el governador l'ajudà de nou regalant-li una petita nau de 60 tones, en la qual carregà els subministraments. El 13 de gener de 1585 reprengué la marxa cap a l'estret de Magallanes, però una nova tempesta l'obligà a tirar la càrrega per salvar el vaixell i tornar a Bahia, on els tripulants es negaren a continuar embarcats.
El 22 de juny de 1586 inicià el viatge de tornada cap a Espanya, sent atacat per tres naus angleses de la flota de sir Walter Raleigh. Fet presoner, fou conduït davant la reina Elisabet I d'Anglaterra, qui, una vegada interrogat, el deixà en llibertat. El 30 d'octubre de 1586 Sarmiento reprengué la tornada a Espanya, però fou segrestat a França pels hugonots, els quals demanaren un elevat rescat. Després de tres anys tancat, el desembre de 1589 Felip II pagà el rescat.
El fracàs de l'expedició a l'Estret cal buscar-lo en la inexperiència i falta de capacitat com a organitzador de Flores de Valdés, però sobretot per la manca d'un suport naval eficient i la inclemència del mar i del clima austral. Mentrestant, la seva petita colònia es va dissoldre i els seus habitants o bé van morir de gana o bé es van dispersar cap a latituds més nòrdiques.

### Almirall de la flota d'Índies
Després de ser alliberat, es dirigí al rei Felip II per manifestar els seus retrets a l'actitud de Diego Flores Valdez, segons sembla, sense causar-li gran impressió, ja que Gamboa moriria l'any 1592 en la més absoluta pobresa.

## Reconeixements
El llac Sarmiento de Gamboa, el 18è més gran de Xile, ubicat dins el Parc Nacional Torres del Paine, a la regió de Magallanes i de l'Antàrtica Xilena recorda la seva memòria, així com el canal Sarmiento, el Mont Sarmiento i la serralada Sarmiento. El vaixell oceanografic del CSIC porta avui el seu nom.